# Philip Glass
Philip Glass (ur. 31 stycznia 1937 w Baltimore) – amerykański kompozytor, minimalista.

## Życiorys
Glass urodził się 31 stycznia 1937 roku w Baltimore w stanie Maryland, USA. W wieku sześciu lat zaczął uczyć się gry na skrzypcach, w ośmiu – na flecie. W 1956 ukończył matematykę i filozofię na uniwersytecie w Chicago. Potem postanowił zostać kompozytorem i wstąpił do Juilliard School w Nowym Jorku.
Uzyskał stypendium Fulbrighta i w latach 1963–1965 studiował w Paryżu pod kierunkiem Nadii Boulanger. Tam odkrył muzykę indyjską, która wpłynęła na kształt jego późniejszej twórczości – „minimalistyczną” wizję muzyki. W 1965 poznał Ravi Shankara – wirtuoza gry na sitarze. To spotkanie skłoniło go do głębszych studiów nad tradycyjną muzyką Indii i Tybetu. W 1966 wyjechał do Indii północnych, gdzie spotkał się z uchodźcami z Tybetu. Wywarło to bardzo duży wpływ na jego pracę i nie tylko: został buddystą, a w 1972 spotkał się z Dalajlamą i stał się gorącym orędownikiem sprawy tybetańskiej. Glass zajmował się również muzyką północnej Afryki; w latach 80. zaczął współpracę m.in. z Foday Musa Suso – dzięki niemu na płytach Glassa zaczęły pojawiać się afrykańskie i arabskie motywy. Po powrocie do Nowego Jorku wykorzystał w swojej pracy elementy muzyki Orientu.
Na przełomie lat sześćdziesiątych i siedemdziesiątych Glass współpracował z kanadyjskim strukturalistą Michaelem Snowem oraz z Robertem Wilsonem przy jego przedsięwzięciach teatralnych (najsłynniejszy efekt tej współpracy to opera Einstein on the Beach).
Popularność zyskał jako kompozytor muzyki filmowej do eksperymentalnych dzieł dokumentalnych Godfreya Reggio: Koyaanisqatsi (debiut w roli kompozytora filmowego), Anima Mundi, Powaqqatsi (we współpracy m.in. z Foday Musa Suso) i Naqoyqatsi. Stworzył także muzykę do biograficznego filmu Errola Morrisa „Krótka historia czasu” (opowiadający o Stephenie Hawkingu) oraz do pierwotnie niemego filmu Dracula (1931) Toda Browninga.
Glass został nominowany do Oscara i Złotego Globu za muzykę do filmu Martina Scorsese Kundun – życie Dalaj Lamy, a także do filmu Stephena Daldry Godziny. Zdobył Złoty Glob za kompozycję do Truman Show. Jest także bohaterem jednej z części projektu Four American Composers Petera Greenawaya (1983).
Skomponował cykl piosenek do słów Davida Byrne’a, Paula Simona, Laurie Anderson oraz Suzanne Vegi („Songs from Liquid Days”). W oparciu o twórczość Davida Bowie i Briana Eno Glass stworzył symfonie Low oraz Heroes. Owocem współpracy z Ravi Shankarem jest płyta Passages.
W 1968 stworzył własny zespół – Philip Glass Ensemble; oprócz tego współpracował z kwartetem smyczkowym Kronos Quartet (m.in. przy muzyce do filmu Dracula) oraz z zespołem Uakti.
W 2002 premierę miały: VI Symfonia (Plutonian Ode), skomponowana do wiersza Allena Ginsberga o tym samym tytule, na zamówienie Carnegie Hall w ramach obchodów sześćdziesiątych piątych urodzin kompozytora, oraz opera Galileo Galilei, która powstała na zamówienie Goodman Theater w Chicago.
W 2016 roku został odznaczony przez prezydenta Baracka Obamę National Medal of Arts.

## Dzieła

### Utwory dla Philip Glass Ensemble
- Music with Changing Parts, 1970
- Music in Twelve Parts, 1974
- GlassWorks, 1982
- Songs from Liquid Days, 1986

### Opery
- Einstein on the Beach (1976; libretto: Philip Glass)
- Satyagraha (1980; libretto: Philip Glass oraz Constance DeJong)
- Akhnaten (1984; libretto: Philip Glass)
- The Making of the Representative for Planet 8 (1988; libretto: Doris Lessing)
- The Fall of the House of Usher (Zagłada domu Usherów) (1988; libretto: Allen Ginsberg)
- Hydrogen Jukebox (1990; libretto: Allen Ginsberg)
- The Voyage (1992; libretto: David Henry Hwang)
- Monsters of Grace (1998; libretto: wiersze Rumiego)

### Utwory symfoniczne
- Violin Concerto, 1987
- Itaipu, 1989
- Symphony No. 2, 1994
- Symphony No. 3, 1995
- Echorus, for 2 violins & string orchestra, 1995
- „Low” Symphony, 1992 (wydana w 1997)
- „Heroes” Symphony, 1997
- Symphony No. 5 – Requiem, Bardo and Nirmanakaya, 2000
- Cello Concerto, 2001
- Cello Concerto No. 2 – „Naqoyqatsi“, 2002
- Harpsichord Concerto, 2002
- Symphony No. 6 – „Plutonian Ode” by Allen Ginsberg, 2002
- Symphony No. 7 – „A Toltec Symphony”, 2005
- Symphony No. 8, 2005
- Violin Concerto No. 2 – „The American Four Seasons“, 2009
- Double Piano Concerto, 2015

### Inne
- Passages, 1990 – we współpracy z Ravi Shankarem
- The Screens, 1992 – we współpracy z Foday Musa Suso
- Aguas da Amazonia, 1999 – we współpracy z Uakti
- Orion, 2004 – we współpracy m.in. z Ravi Shankarem, Wu Man, Foday Musa Suso oraz Uakti

### Dyskografia
- North Star – Virgin 91013 (1977)
- Einstein on the Beach – CBS M4K 38875 (1979)
- GlassWorks – CBS MK 73640 (1982)
- Koyaanisqatsi – Antilles 422-814 042 (1983)
- The Photographer – CBS MK 73684 (1983)
- Satyagraha – CBS M3K 39672 (1985)
- Mishima – Nonesuch 79113 (1985)
- Songs from Liquid Days – CBS MK 39564 (1986)
- DancePieces – CBS MK 39539 (1987)
- Akhnaten – CBS M2K 42457 (1987)
- Music in Twelve Parts – Virgin CDVEBX 32 (1988)
- Dance Nos. 1-5 – CBS M2K 44765 (1988)
- Powaqqatsi – Nonesuch 79192 (1988)
- 1000 Airplanes on the Roof – Virgin CDVE 39 (1989)
- Solo Piano – CBS MK 45576 (1989)
- The Thin Blue Line – Nonesuch 79209 (1989)
- „Low” Symphony – Point Music 438150 (1993)
- Itaipu; The Canyon – Sony SK 46352 (1993)
- Donald Joyce „Glass Organ Works” – Catalyst 61825 (1993)
- Hydrogen Jukebox – Nonesuch 79286 (1993)
- Anima Mundi – Nonesuch 79329 (1993)
- Einstein on the Beach – Nonesuch 79323 (1993)
- Music with Changing Parts – Nonesuch 79325 (1994)
- Two Pages · Contrary Motion · Music in Fifths · Music in Similar Motion – Nonesuch 79326 (1994)
- Kronos Quartet „String Quartets 2-5” – Nonesuch 79356 (1995)
- La Belle et la Bête – Nonesuch 79347 (1995)
- Music in Twelve Parts – Nonesuch 79324 (1996)
- Joseph Conrad's The Secret Agent – Nonesuch 79442 (1996)
- „Heroes” Symphony – Point Music 454388 (1997)
- Kundun – Nonesuch 79460 (1997)
- Symphony No. 2 · Interlude from Orphée · Concerto for Saxophone Quartet and Orchestra – Nonesuch 79496 (1998)
- Arturo Stalteri „Circles” – Materiali Sonori 90104 (1998)
- Koyaanisqatsi – Nonesuch 79506 (1998)
- the CIVIL warS: a tree is best measured when it is down. Act V – The Rome Section – Nonesuch 79487 (1999)
- Uakti „Aguas da Amazonia” – Point Music 289 464 064 (1999)
- Dracula – Nonesuch 79542 (1999)
- Jay Gottlieb „Piano Music” – Pianovox PIA 520 (1999)
- Jeroen Van Veen „Minimal Piano Works, Volume 1” – Piano Productions PP 9910 (1999)
- Violin Concerto · Prelude and Dance from Akhnaten · Company – Naxos 8.554568 (2000)
- Symphony No. 3 · Interludes from the CIVIL warS · Mechanical Ballet from The Voyage · The Light – Nonesuch 79581-2 (2000)
- Aleck Karis „Piano Music of Philip Glass” – Roméo 7204 (2000)
- Three Songs · Songs from Liquid Days · Vessels – Silva Classics SILKD 6023 (2000)
- Symphony No. 5 – Requiem, Bardo, Nirmanakaya – Nonesuch 79618-2 (2000)
- Steffen Schleiermacher „Early Keyboard Music” – MDG 613 1027-2 (2001)
- Mas y Mas „Koyaanisqatsi” – Club Tools 0124735-CLU (2001)
- The Music of Candyman – Orange Mountain Music, OMM-0003 (2001)
- Koyaanisqatsi – DVD-Audio, Nonesuch 79506-9 (2001)
- Philip on Film – Nonesuch 79660-2 (2001)
- Alter Ego „Music in the Shape of a Square” – Stradivarius STR 33602 (2001)
- Cello Octet Conjunto Ibérico „Glass Reflections” – Ibérico Records CX 4005 (2002)
- Early Voice – Orange Mountain Music OMM-0004 (2002)
- A Descent into the Maelström – Orange Mountain Music OMM-0005 (2002)
- Naqoyqatsi – Sony Classical SK 87709 (2002)
- The Hours – (2002)
- Etudes for Piano, Vol. 1, No. 1-10 – (2003)
- The Orphee Suite for Piano – (2003)
- Symphonies Nos. 2 & 3 – (2004)
- Orion – (2005)
- The Voyage. An Opera in Three Acts – (2006)
- Glass Reflection – (2006)
- The Illusionist – (2006)
- Symphony No. 8 – (2006)
- Best of Philip Glass – (2007)
- Notes on a Scandal – (2007)
- Book of Longing – (2007)
- Theatrical Music from Philip Glass Recording Archives, Vol. 1 – (2007)
- Cassandra's Dream – (2007)
- From the Philip Glass Recording Archive, Vol. II: Orchestral Music – (2007)
- Monsters of Grace – Orange Mountain Music 0041 (2007)
- Complete String Quartets – (2008)
- Songs & Poems for Solo Cello – (2008)
- Waiting for Barbarians – (2008)
- Another Look at Harmony – (2008)
- Of Beauty & Light: the Music of Philip Glass – (2008)
- From the Philip Glass Recording Archive, Vol. III: JENIPAPO – (2008)
- From the Philip Glass Recording Archive, Vol. IV: Neverwas – (2008)
- The Concerto Project Vol. III – (2008)
- Glass Box. A Nonesuch Retrospective – Nonesuch 424508-2 (2008); 10-dyskowy zestaw pudełkowy

### Wideografia

#### Filmy o Philipie Glassie
- Music With Roots in the Aether: Opera for Television. Taśma 2: Philip Glass. Producent i reżyser Robert Ashley (1976)
- Philip Glass. Z serii Four American Composers. Reżyser Peter Greenaway (1983)
- A Composer's Notes: Philip Glass and the Making of an Opera. Reżyser Michael Blackwood (1985)
- Einstein on the Beach: The Changing Image of Opera. Reżyser Mark Obenhaus (1986)
- GLASS: a portrait of Philip in twelve parts. Reżyser Scott Hicks (2007)

#### Oprawa muzyczna
- Satyagraha – (DVD, 2001, ArtHaus Musik)
- Koyaanisqatsi – (1985; DVD, 2001, MGM)
- Mishima: A Life in Four Chapters – (1985,DVD)
- Hamburger Hill – (1987, DVD)
- Powaqqatsi – (1988; DVD, 2002, MGM)
- The Thin Blue Line – (1989, DVD)
- Closet Land – 1991
- Anima Mundi – 1991
- Candyman – (1992, DVD)
- Krótka historia czasu (A Brief History of Time) – 1992
- Chwila życia – 1993
- Candyman II: Pożegnanie z ciałem (Candyman: Farewell to the Flesh) – 1995
- Tajny agent (The Secret Agent) – 1996
- Kundun – życie Dalaj Lamy (Kundun) – 1997
- Piętno (film 1997) – 1997
- The Truman Show – (1998, DVD)
- Dracula – (1931; 1999)
- Godziny (The Hours) – 2000
- Naqoyqatsi – (2002, DVD)
- Planetens spejle – 1992
- Mgły wojny – (2003, DVD)
- Battlestar Galactica – (serial TV; 2003, DVD)
- Sekretne okno – (2004, DVD)
- Iluzjonista – (2006, DVD)
- Notatki o skandalu – 2006
- Sen Kasandry – (2007, DVD)
- Życie od kuchni – 2007
- Visitors – 2013
- Tales From the Loop – (2020)